# Prosopocoilus buddha buddha
Prosopocoilus buddha buddha es una subespecie de coleóptero de la familia Lucanidae.

## Distribución geográfica
Habita en Uttar Pradesh y Tailandia.